# Peretu (okręg Aluta)
Peretu – wieś w Rumunii, w okręgu Aluta, w gminie Osica de Sus. W 2011 roku liczyła 234 mieszkańców.